# Tengami
Tengami est un jeu vidéo d'aventure développé par Nyamyam, sorti en 2014 sur iOS, Nintendo eShop (Wii U), Windows et Mac OS.

## Accueil

### Critique
- Canard PC : 5/10[1]
- Destructoid : 7/10[2]
- Jeuxvideo.com : 16/20[3]
- TouchArcade : 4/5[4]

### Ventes
En mai 2015, le jeu s'était vendu à 218 000 exemplaires (196 000 sur iOS, 11 000 sur PC et Mac et 11 000 sur Wii U) surpassant les attentes du studio de développement.